# MBT-70
MBT-70 (eng. Main Battle Tank 70, Glavni borbeni tenk)  ili KPz 70 (njem. Kampfpanzer 70, Borbeni tenk) je bio zajednički vojni projekt SAD-a i SR Njemačke za razvoj novog glavnog borbenog tenka. Suradnja na projektu je započeta 1965. kao odgovor na sve brojnije sovjetske tenkove koji su predstavljali veliku prijetnju Zapadnoj Europi, sa SR Njemačkom kao prvom crtom obrane. Za rad na projektu je bilo angažirano oko 400 stručnjaka s obje strane, a bila su osigurana i velika financijska sredstva (320 milijuna tadašnjih njemačkih maraka). Zbog neslaganja u konceptu i prevelikih zahtjeva američke strane (od kojih su neke planirane tehnologije bile čak 50 godina ispred svog vremena) i velikog prekoračenja planiranog proračuna, njemačka strana se 1969. godine povukla iz projekta čime je on okončan.
Iako je mišljenje nekih stručnjaka da je MBT-70/KPz 70 bio veliki promašaj, on je bez sumnje donio neka tehnička i dizajnerska rješenja koja su kasnije primijenjena na većini modernih tenkova. Na temelju iskustva iz projekta MBT-70/KPz 70 nastali su njemački Leopard 2 i američki M1 Abrams tenkovi koji su danas pravilo i uzor za sve moderne borbene tenkove.

## Početak projekta
Početkom pedesetih godina prošlog stoljeća zapadnim je zemljama postalo jasno da Sovjetski Savez nakon završetka II. svjetskog rata ne samo što neće smanjiti intenzitet proizvodnje tenkova već da će ga i povećati. Postalo je jasno i kako će svakih desetak godina proizvesti tenk nove generacije, znatno boljih borbenih mogućnosti. Jasno im je bilo i kako će većina tih tenkova završiti na područjima država članica Varšavskog ugovora, spremnih da doslovno u nekoliko dana pregaze Zapadnu Europu. Jedini pravi odgovor na tu oklopnu prijetnju bio je razvoj naprednih protutenkovskih oružja velike preciznosti, koja će biti dovoljno ubojita da u kratkom vremenu zaustave stotine tenkova.
Jedno od tih novih oružja bili su protutenkovski vođeni projektili koji su trebali ući u najširu primjenu od razine skupine vojnika koji bi ih sami prenosili, preko najrazličitijih terenskih vozila, oklopnih vozila, pa do borbenih aviona i helikoptera. Kombinacija koja je trebala biti najubojitija za sovjetske tenkove bilo je spajanje tenka i vođenog protutenkovskog projektila koji će se lansirati iz cijevi tenkovskog topa. Vođeni projektil bio bi MGM-51 Shillelagh, a tenkovi (u početku) M60A2 Starship i MBT 70. Ova je kombinacija trebala donijeti borbeno vozilo koje će uništavati sve buduće sovjetske tenkove.
Od 1955. do 1959. američka kopnena vojska obavljala je intenzivna istraživanja na eksperimentalnom tenku T95 koji je trebao poslužiti kao osnova za budući srednji borbeni tenk što će zamijeniti M48 i M60. Na T95 su uglavnom isprobane tehnologije i podsustavi koje su namjeravali rabiti na novom tenku. Među ostalima isprobana je mogućnost uporabe plinske turbine umjesto Dieselova motora. Isprobani su i novi sustavi hodnog uređaja izmijenjeni torzijski štapovi i još napredniji hidraulički sustav. Ugrađen je i top T208 kalibra 90 mm koji je ispaljivao potkalibarni penetrator stabiliziran krilcima (APFSDS) brzine na ustima cijevi 1525 metara u sekundi. Kasnije je ugrađena kupola s topom kalibra 105 mm i topom-lanserom kalibra 152 mm za vođeni projektil Shillelagh. Kako bi se povećala paljbena preciznost (pogađanje cilja u pokretu prvom granatom) ugrađen je i najnapredniji ciljnički sustav T53 Optical Tracking, Acquisition and Ranging (OPTAR) s pasivnim infracrvenim sustavom motrenja. Zbog teškoća određivanja udaljenosti cilja po lošoj vidljivosti (posebno tijekom jake kiše) OPTAR je odbačen 1957., a kao bolje rješenje odabrana je uporaba laserskih daljinomjera. Sve je to smješteno u tenk mase 30 tona. Iako je T95 donio neka napredna rješenja 1957. je zaključeno kako nije postignut dostatan napredak koji bi jamčio prednost u odnosu na nove sovjetske tenkove. Zbog toga je program obustavljen, a kao privremeno rješenje odlučeno je da se tenkovi M48 i M60 naoružaju topom kalibra 105 mm (nastao na osnovi britanskog topa L7).
Donesena je odluka da se odmah pokrene i novi program razvoja naprednog tenka. Kako bi se smanjili troškovi razvoja potražen je strani suradnik, pronađen u Zapadnoj Njemačkoj. Iako je SR Njemačka u to vrijeme završavala razvoj svog tenka Leopard 1 (serijska proizvodnja krenula je 1965.) već je tada bilo jasno da će vrlo brzo trebati njegovu zamjenu, kako bi svojim oklopnim snagama pružila tehnološki superiornije borbeno vozilo u odnosu na sovjetske tenkove. Pošto su se potkraj 1962. sporazumjeli oko svih glavnih odrednica novog projekta bilateralni ugovor o početku razvoja MBT-a 70/KPz-a 70 potpisan je 1. kolovoza 1963. Skraćenica MBT označavala je Main Battle Tank, a KPz Kampfpanzer.
Iako je projekt imao snažnu političku potporu s obje strane Atlantika, od samog početka pratili su ga problemi. Već prije početka rada na projektnoj dokumentaciji izbio je "sukob" oko toga hoće li se rabiti metrički ili anglosaski mjerni sustav. Debata je okončana odlukom da će istodobno rabiti oba, bez obzira na povećanje cijene projekta i dodatne tehničke probleme.

## Odabir koncepcije
Svi suvremeni tenkovi imaju jedinstvenu koncepciju s tijekom i okretnom kupolom u koje se ugrađuje top. Većina ima motor smješten u stražnji dio tijela, osim izraelske Merkave kod koje je motor u prednjem dijelu.
Kod MBT 70/KPz 70 projektanti su htjeli odabrati najnapredniju koncepciju koja će sama po sebi tenku dati prednost na bojištu. Vrlo ambiciozan projekt tražio je od projektanata da stvore sasvim nov koncept vozila koji će po svim važnim značajkama biti iznad tadašnjih i budućih tenkova do kraja XX. stoljeća. Na temelju prethodnih analiza odlučeno je da se za cijeli projekt potroši 320 milijuna tadašnjih njemačkih maraka, a da cijena serijskog primjerka 1973. ne bude veća od milijun maraka.
Od početka je odlučeno da tenk mora imati samo tri člana posade koja bi trebala sjediti zajedno u posebno zaštićenom prostoru. Prva predložena opcija bila je tenk bez kupole s kazamatskom ugradnjom topa u tijelo. To rješenje poticala je američka strana koja je u budući tenk namjeravala ugraditi top/lanser iz kojega bi lansirala protuoklopni vođeni projektil. Zbog toga im nije bila toliko važna kupola jer su procjenjivali da će potrebnu preciznost postići projektilom. Kako su Nijemci na svoj KPz 70 namjeravali ugraditi klasični top, takvo rješenje, bez obzira na sve njegove prednosti (među ostalim mala silueta vozila, vrlo visok stupanj oklopne zaštite pri maloj masi i jednostavnost konstrukcije) nije dolazio u obzir.
Na njemačko inzistiranje napravljen je novi prijedlog u kojem je zadržano rješenje smještaja tročlane posade u tijelo tenka na koje bi se postavila lagana kupola bez posade. To je bilo koncepcijski iznimno napredno rješenje, ali daleko ispred svog vremena. No, to ja značilo da se moraju uporabiti još neka napredna rješenja, kao što je automatski punjač granata u top i najsuvremeniji elektrooptički motrilački i ciljnički sustav koji bi svoje podatke prenosio na ekrane ispred zapovjednika i ciljatelja. Početkom šezdesetih godina prošlog stoljeća tehnologija nije omogućavala takva rješenja. Zapravo će se prve operativne tenkovske kupole bez posade pojaviti pedeset godina kasnije. Tako je i taj prijedlog otpao iako je koncepcijski bio prihvatljiv za obje strane.
Kao jedino ostvarivo rješenje u okviru zadanih mjerila prihvaćena je koncepcija smještaja sva tri člana posade u kupolu. Prva koncepcija bila je smještaj sva tri člana u lijevi dio kupole dok bi se desni iskoristio za smještaj tenkovskih granata. Kako je takvo rješenje zahtijevalo uporabu automatskog punjača, na kraju se odustalo i od njega, pa je primijenjena "klasična" koncepcija u kojoj su zapovjednik i ciljatelj smješteni u desni dio kupole (ciljatelj ispred zapovjednika), a vozač u lijevi. Kako bi se vozaču omogućilo nesmetano motrenje terena i upravljanje vozilom tijekom zakretanja kupole, postavili su ga u posebnu okretnu kabinu, a kako bi tijekom okretanja kupole vozač i dalje ostao usmjeren u smjeru vožnje primijenjen je poseban zupčani prijenosnik. On bi pokretao kabinu unutar kupole i tako održavao vozača usmjerenog u smjeru vožnje. Zbog toga vozač nije mogao rabiti klasične sustave za upravljanje tenkom, pa su projektanti razvili složen sustav elektrohidrauličkog upravljanja. Teoretski ovo je rješenje imalo znatne prednosti. Najveća prednost bila je mogućnost izrade znatno nižeg tijela vozila, što je rezultiralo i manjom visinom vozila u cjelini. To je pak dovelo do ukupnog smanjenja mase vozila, unatoč masi vozačeve kupole. Druga prednost bila je jednostavnije rješenje kolektivne zaštite posade, naročito ABKO (skraćenica od Atomsko Biološko Kemijsko Oružje). Smještaj posade u isti prostor omogućavao je i lakšu međusobnu pomoć, što je pozitivno utjecalo na psihičko stanje posade.
Testiranja su pokazala da takvo rješenje ima još veće nedostatke. Najveći je bio prevelika kupola čije su velike bočne površine bile "kao stvorene" za sve vrste protutenkovskog oružja. Podjednako velik, ako ne i veći nedostatak bila je složenost konstrukcijskog rješenja upravljanja vozilom. Osim što je cijeli sustav bio zahtjevan za proizvodnju, ugradnju i održavanje (stoga i skup) još je veći problem bio njegova kronična nepouzdanost. Uz to sustav za motrenje vozača često bi se našao u mrtvom kutu zbog poklapanja pojasa motrenja s motrilačkim spravama zapovjednika (pri oštrijem zaokretanju kupole ulijevo). Odluka da se sva tri člana posade obvezno smjeste u kupolu i svi problemi koji su nastali zbog toga presudno su utjecali na neuspjeh cijelog projekta.

## Paljbena moć
Osnovu paljbene moći MBT 70 činio je top/lanser XM-150E5 kalibra 152 mm iz kojeg se lansirao protutenkovski vođeni projektil MGM-150 Shillelagh. Iako se kombinacija topa/lansera i Shillelagha pokazala neuspješnom na lakom tenku Sheridan, američka kopnena vojska i dalje je inzistirala na njezinoj uporabi. Nakon neugodnih iskustava s topom/lanserom M81 koji je zbog prekratke cijevi bio gotovo neuporabljiv, za MBT 70 razvijen je top/lanser XM-150E5 duže cijevi. Osim Sheridana XM-150E5 je mogao ispaljivati potkalibarnu granatu XM578E1, kumulativnu M409, XM617 ili M625 "canister" granata (svojevrsni šrapnel s kartečnim djelovanjem) i XM410E1 za stvaranje dimne zavjese. Iako je duža cijev dala veće početne brzine projektila, XM-150 pokazao se jednakim promašajem kao i M81. Bez obzira na povećanje dužine cijevi na dvanaest kalibara, početna brzina potkalibarnog projektila granate XM578E1 bila je dovoljna tek da se suvremeni sovjetski tenkovi uništavaju na malim udaljenostima. Nešto veću učinkovitost imala je kumulativna granata M409 čija učinkovitost nije ovisila o brzini leta. Zbog svih teškoća, XM-105E5 je doživio jednako loš završetak kao i M81 na Sheridanu i M60A2. Top/lanser XM-105E5 zajedno s cjelokupnim sustavom potrebnim za navođenje projektila MGM-150 Shillelagh pokazao se složenim i skupim sustavom. Kako je u vrijeme njegovog razvoja i testiranja učinjen znatan napredak u razvoju streljiva za tenkovske topove, a započinje razvoj i uporaba suvremenih sustava za usmjeravanje paljbe koji su znatno povećali preciznost pogađanja ciljeva prvom granatom, od XM-105E5 i ideje topa/lansera naposljetku se definitivno odustalo 1970. Tome je pridonijela i činjenica da je cijena jednog Shillelagha bila čak deset puta veća od potkalibarne granate koja je bila neusporedivo pouzdanija. Uz to praksa je pokazala da pri masovnoj uporabi tenkova na bojištu (kakva se očekivala u Zapadnoj Europi) tenkovi svoje ciljeve gađaju pretežno na malim udaljenostima, i pritom se brzo kreću kako bi sami izbjegli pogađanje i došli u bolji položaj u odnosu na protivnika.
Znatno bolje rješenje za svoj KPz 70 odabrali su Nijemci koji su odustali od skupog i neuspjelog eksperimenta s topom/lanserom i umjesto toga započeli s razvojem tenkovskog topa nove generacije. Preciznije rečeno, tvrtka Rheinmetall je 1968. riješila sve probleme oko razvoja tenkovskog topa velikog kalibra s glatkom cijevi, pa i onaj najveći odvajanje nosača potkalibarskog projektila po napuštanju cijevi. Od 1968. do 1974. Rheinmetall je intenzivno razvijao top kalibra 120 mm i odgovarajuće streljivo. Osim toga, primjenom naprednih konstrukcijskih i tehnoloških rješenja stručnjaci njemačke tvrtke postigli su znatan uspjeh i time što su osnovne protežnosti i karakteristike topa kalibra 120 mm prilagodili ležištu topa u kupoli kalibra 105 mm i tako omogućili zamjenu topa bez izmjene kupole. Razvoj i ispitivanje djelomično se obavljalo i na prototipovima tenka KPz 70 koje su opremili novim topom. Nakon propasti projekta MBT 70/KPz 70, novi je top ugrađen u tenk Leopard 2. Zanimljivo je da je, osim što je postao standardom za suvremeni tenkovski top, Rheinmetallov top kalibra 120 mm ugrađen i u američki tenk M1A2 Abrams. Bojni komplet za top/lanser od 152 mm bio je 46 granata/projektila, a za top kalibra 120 mm 48 granata. I američki i njemački top dobili su automatske punjače koji se baš i nisu pokazali pouzdanima, pa su odbačeni kao rješenje za tenkove M1 Abrams i Leopard 2.
Spregnutu s cijevi glavnog topa oba modela dobila su strojnicu 73 kalibra 7,62 mm sa 6000 komada streljiva. Zanimljivije rješenje bilo je na krovu kupole gdje su projektanti postavili daljinski upravljiv protuzrakoplovni top Rh202 kalibra 20 mm. Top je postavljen u posebnu kupolicu koja se pokretala neovisno u odnosu na glavnu kupolu. Ostvarena je mogućnost elevacije cijevi od -10 do +65 stupnjeva. Kad nije bio u uporabi top se uvlačio u kupolicu. Za Rh202 osigurali su 750 granata.
Osim Rheinmetallovog topa od 120 mm, koji bi ta njemačka tvrtka razvila i da nije bilo projekta KPz 70, najveća korist bila je razvoj suvremenog sustava za usmjeravanje paljbe (skraćeno SUP). Zapravo je MBT 70/KPz 70 bio prvi tenk koji je imao SUP u današnjem smislu te skraćenice. Naime, MBT 70/KPz 70 dobili su potpuno stabiliziran SUP po dvije osi koji se sastojao od laserskog daljinomjera koji je MBT 70 istodobno rabljen i za lakše navođenje projektila MGM-51A Shillelagh. Jedini veći odmak od suvremenih SUP-ova bila je uporaba noćnog aktivnog infracrvenog sustava motrenja s reflektorom XSW30 jer su sredinom šezdesetih pasivni infracrveni motrilački sustavi bili tek u fazi ulaska u širu operativnu uporabu.
Sastavni dio SUP-a bio je balističko računalo koje je obrađivalo podatke o brzini cilja, udaljenosti (dobivenu od laserskog daljinomjera), temperaturi zraka i brzini vjetra. U osnovi to su elementi (podsustavi) koji i danas čine svaki suvremeni SUP.

## Oklopna zaštita
Iako neki izvori navode kako je MBT 70/KPz 70 imao višeslojni "sendvič" oklop ipak se radio o dvoslojnom oklopu s razmaknutim stjenkama. Naime, prvi pravi višeslojni "sendvič" oklop razvili su britanski stručnjaci potkraj šezdesetih godina prošlog stoljeća, a kako je razvijen u engleskom gradu Chobhamu po njemu je i dobio ime. Navodno su Britanci svoje američke i njemačke saveznike o postojanju nove, daleko učinkovitije vrste oklopa obavijestili tek potkraj 1973. Na osnovama britanskog Chobham oklopa naknadno su razvijeni "sendvič" oklopi za američki M1 Abrams i njemački Leopard 2 (Leopard 1A4 je dobio kupolu od te vrste oklopa).
Dvoslojni oklop na MBT 70/KPz 70 sastojao se od homogenog valjanog čelika s vanjske strane i ploča mekanog (žilavog)  oklopa s unutarnje strane. U početku razvoja MBT 70/KPz 70 ta se vrsta oklopa smatrala najučinkovitijom u obrani od potkalibarnih i HESH (High-Explosive Squash-Head) projektila. Pojava kumulativnih bojnih glava (naročito na vođenim protutenskovskim projektilima) učinili su dvoslojni oklop zastarjelim pa ga je na tenkovima četvrtke generacije zamijenio "sendvič" oklop.

## Pokretljivost
Osim najnaprednijeg sustava naoružanja MBT 70/KPz 70 je trebao imati i najbolju pokretljivost od svih tenkova. Za postizanje tako napredne pokretljivosti trebala je poslužiti kombinacija snažnih Dieselovih motora, najsuvremenijeg prijenosa snage i hidraulični ovjes.
Posebno zanimljiv je hidraulični ovjes koji je omogućavao ne samo podizanje i spuštanje vozila (promjenu klirensa), već i podizanje samo prednjeg ili stražnjeg dijela te nivelaciju vozila u odnosu na teren. Uz to, hidraulični je ovjes znatno pridonosio stabilizaciji vozila tijekom vožnje izvan puteva. Regulaciom tlaka u hidraulici ovjesa klirens se mogao smanjiti na samo 170 mm ili povećati na čak 635 mm. Standardna visina klirensa bila je 450 mm. Iako je, bar teoretski, hidraulični ovjes MBT-u davao superiornu pokretljivost i stabilizaciju tijekom vožnje izvan puteva u praksi se pokazao neuporabljivim. I poslije više ispitivanja i poboljšanja sustav nije mogao osigurati istu pouzdanost i izdržljivost kao ovjes koji je rabio klasične torzijske štapove (poluge). Pri ukupnom hodu pojavljivao se pritisak od 800 do 900 bara, dok je kod japanskog tenka Tip 74 pri hodu od 450 mm pritisak bio samo 300 bara. Kako je na tenku bolje imati manje savršen, ali pouzdan sustav od onog koji se često kvari, tako su i Amerikanci i Nijemci odustali od daljnjeg razvoja tog sustava i nisu ga ugradili na M1 Abramse i Leoparde 2.
Razlike između MBT 70 i KPz 70 bilo je i u pogonskom sustavu. Američki MBT 70 rabio je dva nešto različita V-12 Dieselova motora, oba tvrtke Continental. Prvi je bio AVCR-1100-2 zapremine 18 353 ccm i najveće snage 1096 kW pri 2800 okretaja u minuti. Naknadno je ugrađen motor AVCR-110-3 zapremine 22 309 ccm, koji je zadržao istu najveću snagu. Oba su motora imala zračno hlađenje. Neki izvori navode da su Amerikanci za MBT 70 pripremili i plinsku turbinu AGT-1500 snage 1100 kW, koja je kasnije ugrađena u tenk M1 Abrams. Ti su motori pokretali posebnu automatsku transmisiju tvrtke Alison Division of General Motors koja je poslužila kao osnova za razvoj transmisije za tenk Abrams.
Nijemci su za svoj KPz 70 odabrali Dieselov motor MTU (Daimler-Benz) MB873 snage 1103 kW pri 2600 okretaja u minuti. Motor je pokretao transmisiju u bloku Renk HSWL 354. Kako se to rješenje pokazalo uspješno, kombinacija se, tek malo izmijenjena, našla i u Leopardu 2. Odlika transmisije HSWL 354 su hidrodinamički prijenosnici, planetarni automatski mjenjač, hidrostatski uređaj za zakretanje vozila i retarder za kočenje. Pomoću retardera tenk KPz 70, krećući se vršnom brzinom od 65 km/h, mogao se zaustaviti za svega 3,5 sekunde. Druga odlika transmisije bila je što je dopuštala istu vršnu brzinu pri kretanju vozila prema naprijed ili nazad.

## Okončanje projekta
Danas je jasno da je program razvoja naprednog tenka MBT 70/KPz 70 bio velik i skup promašaj. Postavljajući zahtjeve (uglavnom američka strana) koji su bili daleko ispred svog vremena, a većinu ni danas ne bi bilo lako zadovoljiti, cijeli je projekt ubrzo zapao u veliku krizu. Odlučeno je da se za cijeli projekt potroši 320 milijuna tadašnjih njemačkih maraka, a da cijena serijskog primjerka 1973. ne bude veća od milijun maraka. No, već 1969. troškovi razvoja dostigli su milijardu i dvjesto milijuna američkih dolara uz procijenjenu pojedinačnu cijenu od 1,2 milijuna dolara. Uz to, obje su strane morale na projektu neprestano upošljavati 400 stručnjaka. Zbog toga je te godine njemačka strana odlučila povući se iz projekta. Službeni razlozi bili su: različita shvaćanja koncepcije, problemi prednosti u vezi s prioritetom podsustava koji su istodobno razvijani, (pre)veliki troškovi razvoja i neprestane teškoće u koordinaciji rada i međusobne suradnje stručnjaka. Nijemci su nakon napuštanja KPz 70 započeli razvoj tenka Leopard 2.
Nakon njemačkog povlačenja Amerikanci su nastavili samostalni razvoj tenka, ali je američki kongres počeo "gunđati" zbog velikih troškova. Kako uložen trud i novac ne bi propao, američka vojska predložila je razvoj novog tenka XM803 jeftiniju inačicu MBT 70. Kako se ni razvoj XM803 nije pokazao uspješnijim i jeftinijim od MBT 70, kongres je u studenom 1971. prekinuo razvoj i tog tenka te odobrio novac za potpuno nov projekt XM815, koji će kasnije dobiti oznaku XM1 i na posljetku postati M1 Abrams.

## Preživjeli primjerci
Sveukupno je izrađeno 14 prototipova i probnih vozila, od kojih su dva bila načinjena od "mekog" čelika. Neki od primjeraka su sačuvani u muzejima:
- Dva prototipa se nalaze u SAD-u, od kojih se jedan nalazi u "Muzeju američke borbene tehnike" (eng. US Army Ordnance Museum) u Aberdeenu, Maryland, dok je drugi prototip čiji je oklop izrađen od mekog čelika, u vrlo lošem stanju, a nalazi se u "Vojnom muzeju Južne Nove Engleske" (eng. Military Museum of the Southern New England) u Danburyu, Connecticut.

- Main Battle Tank 70 u "US Army Ordnance Museum", Aberdeen
- MBT-70 (s boka)
- MBT-70 (straga)
- Prototip MBT-70

- U Njemačkoj se mogu naći dva primjerka, jedan se nalazi u "Njemačkom muzeju tenkova" u gradu Munsteru (njem. Deutsches Panzermuseum Munster), a drugi u "Kolekciji obrambene tehnologije" Bundeswehra (njem. Wehrtechnische Studiensammlung) u Koblenzu.

- Kampfpanzer 70 u
Deutsches Panzermuseum Munster
- Pogonski sklop
stražnji dio
- Pogonski sklop
prednji dio
- KPz 70 u Koblenzu

### Unutarnje poveznice
- M551 Sheridan

### Zajednički poslužitelj
|  | Zajednički poslužitelj ima stranicu o temi MBT-70            |
|  | Zajednički poslužitelj ima još gradiva o temi MBT-70 tenkovi |